# 월간 코믹 전격 대왕
《월간 코믹 전격 대왕》(月刊コミック電撃大王 겟칸코밋쿠덴게키다이오[*])은 아스키 미디어 웍스가 발행하는 청년 만화 잡지이다. 전격 대왕이라 불리고 있다.

## 개요
원래는 반다이에서 1988년부터 발행하고 있던 《사이버 코믹스》에서 시작되었다. 사이버 코믹스는 'MS SAGA'와 미디어 코믹 다인으로 리뉴얼 한 뒤, 1994년 4월 22일에 《코믹 전격 대왕》으로 창간되었다가 2001년 6월 21일 명칭을 《월간 코믹 전격 대왕》으로 변경하였다.
최근엔 미디어 믹스 작품을 다루어 애니메이션과 게임을 원작으로한 작품이 대부분이다. 작가 대부분이 동인 출신의 만화가기 때문에 코믹 마켓 개최 시기가 다가오면 휴재하거나 페이지가 감소하는 작품이 많았다. 만화 잡지로서 불안정하기 때문에 사전 공지 없는 휴재나 단행본의 미간행 등의 사태가 발생하기도 한다.
2007년 12월호까지 표지에 '최첨단 코믹 세대에 주는 초고화질 코믹 잡지!!'라는 문구가 있었지만, 현재는 없어졌다. 2008년 8월호부터 표지를 변경했다. 게재 작품이 증가하여 페이지수가 늘어났고, 발매일도 변경되었다. (매월 21일 → 27일)
2008년에 휴간한 자매 잡지 《월간 전격 코믹 가오!》에 일부 작품이 계승되어 연재되고 있다.

## 같이 보기
- 미디어 웍스
- 전격 문고
- 월간 전격 코믹 가오!